# 618
618(육백십팔)은 617보다 크고 619보다 작은 자연수다.

## 수학
- 합성수로, 그 약수는 1, 2, 3, 6, 103, 206, 309, 618이다. 진약수의 합은 630이므로, 618은 과잉수다.
  - 제곱 인수가 없는 33번째 과잉수다. 이 성질을 지닌 앞의 수는 606, 다음 수는 642이다. (OEIS의 수열 A087248)
- 78번째 쐐기수다. 앞의 쐐기수는 615, 다음 쐐기수는 627이다.
- {\displaystyle 47^{6}-1}은 618로 나누어떨어진다.

## 과학
- TON 618: 사냥개자리 방향에 있는 퀘이사.
- 618 엘프리데(영어판): 소행성.

## 교통

### 철도
- 서울 지하철 6호선 디지털미디어시티역의 역번호.

### 도로
- 618번 지방도: 충청남도 서산시 운산면에서 공주시 정안면까지 이어지는 대한민국의 지방도.
- 현도 제618호선

## 군사
- U-618(영어판, 독일어판): 제2차 세계 대전에 사용된 나치 독일의 군용 잠수함.

## 문화유산
- 대한민국의 보물 제618호: 천마총 금제 관식

## 기타
- 날짜: 6월 18일
- 연도: 618년, 기원전 618년